# René Fontès
René Fontès, né le 11 juin 1941 à Saint-Martin-de-Crau (Bouches-du-Rhône) et mort le 17 mars 2019 à Saint-Rémy-de-Provence (Bouches-du-Rhône), est un dirigeant sportif, homme politique français et haut dirigeant de Michelin. 

## Biographie

### Carrière professionnelle
En 1964, René Fontès intègre l'entreprise Michelin en tant qu'ingénieur électricien. En 1980, il devient le directeur du personnel d'ensemble du groupe puis le directeur de Michelin Europe en 1986.

### Carrière sportive
En 2004, René Fontès prend la présidence du club de rugby à XV de Clermont-Ferrand : l'ASM Clermont Auvergne. Il quitte ce poste en 2013 laissant sa place à Éric de Cromières.

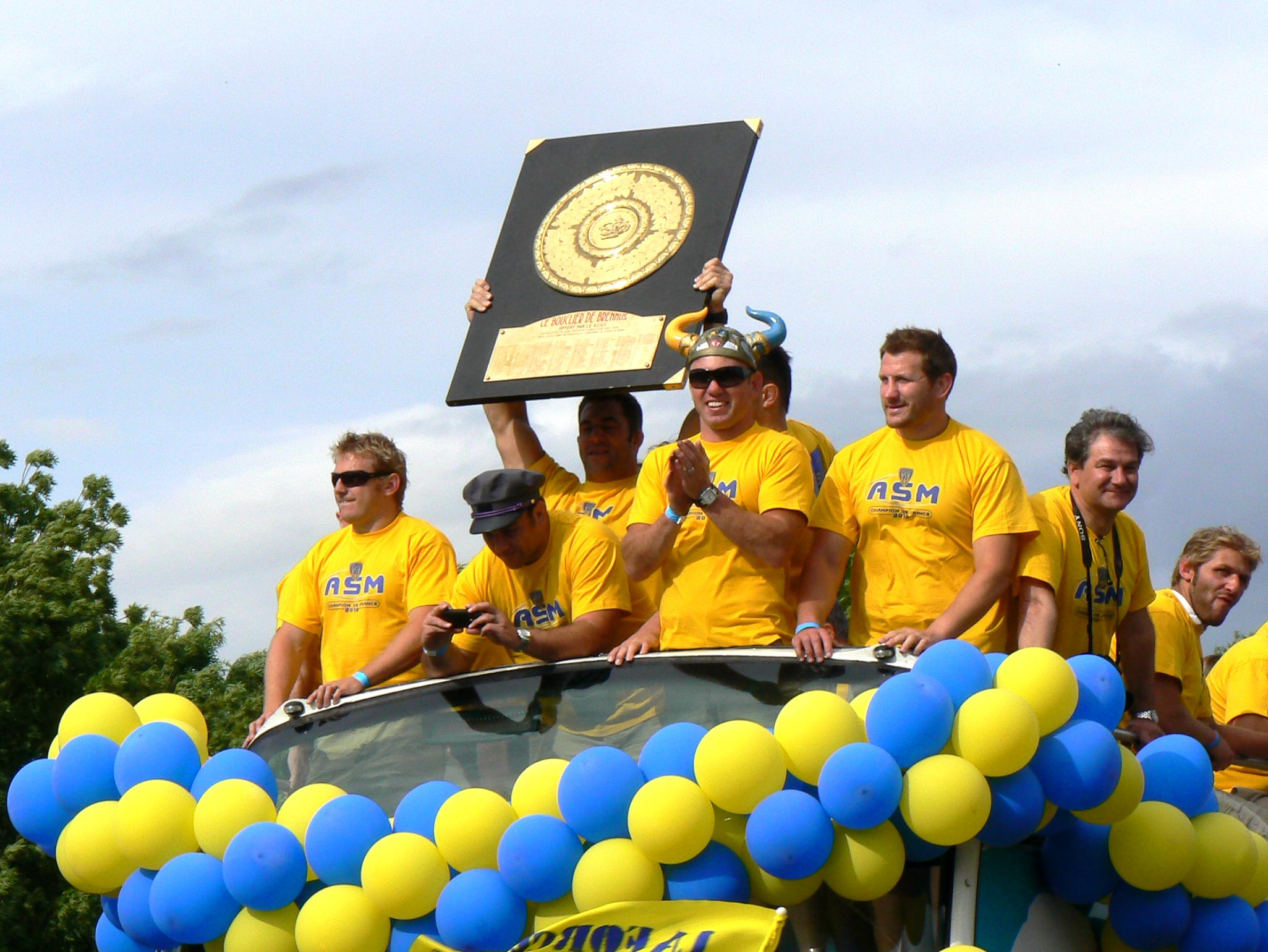
L'ASM Clermont remporte le Bouclier de Brennus en 2010 sous sa direction.

Durant son mandat, le club remporte le Challenge européen en 2007 et le Championnat de France en 2010 pour la première fois de son histoire après 10 finales perdues.
De 2011 jusqu'à son décès, il est membre du comité directeur de la Ligue nationale de rugby, d'abord au sein du collège des représentants des clubs du Top 14, puis en tant que personnalité qualifiée à partir de 2016. De 2014 à 2016, il représente la Ligue nationale de rugby au comité directeur et exécutif de l'European Professional Club Rugby. Il représente aussi la LNR au comité directeur de la Fédération française de rugby de 2012 à 2019.

### Carrière politique
En mars 2008, René Fontès est élu maire de la commune d'Eygalières dans les Bouches-du-Rhône. Il est réélu en mars 2014.

### Décès
René Fontès est décédé le dimanche 17 mars 2019 à l’âge de 77 ans. Il a succombé à une crise cardiaque à Eygalières.

## Décoration
- Chevalier de la Légion d'honneur (décret du 13 juillet 2011)[3]